# Phyllophaga densepunctata
Phyllophaga densepunctata är en skalbaggsart som beskrevs av Moser 1918. Phyllophaga densepunctata ingår i släktet Phyllophaga och familjen Melolonthidae. Inga underarter finns listade i Catalogue of Life.